# Transportkorps Speer
Het Transportkorps Speer was een transportorganisatie in nazi-Duitsland die in 1944 was ontstaan uit Legion Speer en de eenheden van het Nationaalsocialistisch Motorkorps die de Organisation Todt diende. Op dat moment was bewapeningsminister Albert Speer hiervan het hoofd. Kort na zijn oprichting werd het ondergeschikt aan de Wehrmacht. Toch bleef de belangrijkste missie het ondersteunen van Organisation Todt en het bieden van hulp bij de wederopbouw en reparatie van door bombardementen beschadigde fabrieken, bunkers en wooncomplexen.

## Oprichting en verdere geschiedenis
Het Nationalsozialistisches Kraftfahrkorps (NSKK) verzorgde tot 1944 de logistiek voor de Organization Todt. De NSKK-Transportbrigade Todt had de leiding over het motorvervoer voor de aanleg van de Siegfriedlinie. NSKK-Transportbrigade Speer verzorgde het motortransport voor de vliegbasisconstructies van de OT. Buitenlandse chauffeurs werden gerekruteerd voor Legion Speer. In 1942 werden Transportbrigade Todt, Transportbrigade Speer en Legion Speer ondergebracht in een overkoepelende organisatie, Transportgruppe Todt, die in 1944 werd omgevormd tot een organisatie die onafhankelijk was van het NSKK. Op 12 september 1944 werd de organisatie als Transportkorps Speer overgedragen aan de Wehrmacht.
Transportkorps Speer functioneerde niet meer als operationele organisatie toen Duitsland capituleerde. Aan het einde van de oorlog stonden alle voertuigen die niet door de Wehrmacht waren overgenomen stil vanwege een groot gebrek aan brandstof.

## Organisatie
Het Transportkorps bestond uit een aantal Kraftwagentransportabteilungen (motorvoertuigtransportbataljons). Transportregiment 2 en 3 dienden de Luftwaffe. Transportregiment 5-12 waren opgenomen in het Duitse leger. Daarnaast waren er Ersatzabteilungen (reservebataljons), Kraftfahrinstandesetzungsregimenter (reparatieregimenten), Pionierabteilung (geniebataljns), Nachrichtenstaffel (communicatiesquadrons), Sanitätskraftfahrstaffel (medische squadrons) en een Sicherungssabteilung (escortbataljon voor hoge nazi-officieren). 
De hogere organisatie van het Transportkorps Speer bestond aanvankelijk uit acht Abschnitte (districten). In augustus 1944 vervingen vier Inspektionen (inspecties) op divisieniveau de acht sectoren, terwijl in februari 1945 de vier inspecties werden vervangen door zes Intendante (bevoorradingscommando's). Nog in april 1945 werden de overblijfselen van Transportkorps Speer gereorganiseerd in drie brigades; één voor Noorwegen, Denemarken en Noord-Duitsland; één voor Midden-Duitsland en het protectoraat Bohemen en Moravië, en een voor Ostmark (de Baltische staten), Noord-Italië en Noordelijk Joegoslavië.

## Rangen
1. Korpskommandant[2] (General der Infanterie)
2. Gruppenkommandant (Generalleutnant)
3. Brigadekommandant (Generalmajor)
4. Oberstkapitän (Oberst)
5. Oberfeldkapitän (Oberstleutnant)
6. Oberstabskapitän (Major)
7. Stabskapitän (Hauptmann)
8. Oberfeldkornett (Oberleutnant)
9. Feldkornett (Leutnant)
10. Stabsfahrmeister (Stabsfeldwebel)
11. Hauptfahrmeister (Oberfeldwebel)
12. Oberfahrmeister (Feldwebel)
13. Fahrmeister (Unterfeldwebel)
14. Unterfahrmeister (Unteroffizier)
15. Stabskraftfahrer (Stabsgefreiter)
16. Hauptkraftfahrer (Obergefreiter)
17. Oberkraftfahrer (Gefreiter)
18. Kraftfahrer (Grenadier)